# 施順生
施順生（1967年—），台灣文字學家，從事於甲骨文研究及教學。中国文化大学中国文学系學士、中国文学研究所硕士及博士，現任該校中国文学系专任副教授、进修推廣部华语文教学硕士学位学程副教授。
学术专长和主要研究课题為甲骨文、文字字形演变、中国文字学、敬字亭文化、电影《大红灯笼高高挂》。现开设甲骨文、文字学、左传、韩非子与故事创作、韩非子与领导谋略等课程。